# Il malinteso
Il malinteso (in francese: Le Malentendu) è un'opera teatrale scritta da Albert Camus, nel 1943, nella Parigi occupata dai tedeschi.
Il testo rappresenta l'esordio teatrale dello scrittore francese.

## Trama
Un uomo che vive oltreoceano da molti anni torna a casa e trova sua sorella e sua madre, vedova, che si guadagnano da vivere affittando camere a degli uomini che poi uccidono. Né la sorella né la madre lo riconoscono, così egli affitta una camera da loro senza rivelare la propria identità. 

### Ispirazione
Il dramma di Camus trae ispirazione da Ventiquattro febbraio, dramma di Zacharias Werner, divenuto popolare in Inghilterra nel primo Settecento nella rielaborazione Fatal Curiosity di George Lillo. Sono presenti analogie anche con Arsenico e vecchi merletti.

## Rappresentazioni
Lo spettacolo venne rappresentato per la prima volta a Parigi, al Théâtre des Mathurins, nel giugno del 1944. La regia era affidata a Marcel Herraud mentre il personaggio di Marta (Marthe) era interpretato da Maria Casarés.
Il testo venne pubblicato successivamente da Gallimard e, nel 1947, tradotto in lingua italiana da Vito Pandolfi, che diresse la prima italiana nel 1949 al Teatro La Soffitta di Bologna con Carla Bizzarri e Maria Teresa Albani, scene e costumi di Toti Scialoja.
Sulle scene di tutta Europa il dramma è stato poi scarsamente ripreso.